# Michael Mitzenmacher
Michael David Mitzenmacher (né en 1969) est un informaticien américain, professeur à l'université Harvard.

## Biographie
Mitzenmacher obtient sa licence en mathématiques et informatique avec distinction de l'Université Harvard en 1991, il est à l'université de Cambridge en 1991/92 (en tant que Churchill Fellow) et il obtient son Ph. D.  en 1996 à l'université de Californie à Berkeley sous la supervision d'Alistair Sinclair (titre de sa thèse :  The Power of Two Choices in Randomized Load Balancing. Il travaille ensuite au Digital Systems Research Center de Palo Alto. À partir de 1999, il est professeur assistant à l'Université Harvard, où il devient professeur associé en 2002 et professeur titulaire en 2005.

## Recherche
Avec Eli Upfal, Mitzenmacher a écrit un livre sur les méthodes probabilistes et les algorithmes aléatoires en informatique. Il est expert en techniques de hachage et la méthode de hachage  MinHash (1998), qu'il a contribué à développer, est utilisée pour la comparaison de documents dans les moteurs de recherche sur Internet.
Son expertise va aux applications telles que les filtres de Bloom hachage de coucou ou le locality sensitive hashing. Mitzenmacher a également travaillé sur les codes d'effacement et les codes correcteurs d'erreurs.

## Prix et distinctions
Pour ses travaux sur les codes de parité à faible densité (LDPC) - entre autres en tant que co-développeur des codes Tornado - il a reçu le IEEE Information Theory Society Best Paper Award en 2002 et pour son article en coopération  sur Fountain Codes (1998) en 2009 le ACM SIGCOMM Test of Time Award. En 2020, il est l'un des lauréats du prix Paris-Kanellakis. En 2014, il est devenu membre de l'Association for Computing Machinery .

## Publications
- Michael Mitzenmacher et Eli Upfal, Probability and Computing: Randomized Algorithms and Probabilistic Analysis, Cambridge University Press, 2005 (ISBN 0-5218-3540-2)
- John Byers, Michael Luby, Michael Mitzenmacher et Ashutosh Rege, « A Digital Fountain Approach to Reliable Distribution of Bulk Data », dans Proc. of ACM SIGCOMM 1998, 1998 (lire en ligne) — Une 1998 version préliminaire avec le même titre existe.
- Andrei Broder et Michael Mitzenmacher, « Network Applications of Bloom Filters: A Survey », Internet Mathematics, vol. 1, no 4,‎ 2005, p. 485–509 (DOI 10.1080/15427951.2004.10129096, lire en ligne )
- Michael Luby, Michael Mitzenmacher, Amin Shokrollahi et Daniel Spielman, « Improved Low-Density Parity Check Codes Using Irregular GraphsPractical Loss-Resilient Codes », IEEE Transactions on Information Theory, vol. 47, no 2,‎ 2001, p. 585–598 (DOI 10.1109/18.910576, lire en ligne)
- Michael Luby, Michael Mitzenmacher, Amin Shokrollahi, Daniel Spielman et Volker Stemann, « Practical Loss-Resilient Codes », Proceedings of the twenty-ninth annual ACM symposium on Theory of computing – STOC '97,‎ 1997, p. 150–159
- Michael Mitzenmacher, « Some Open Questions Related to Cuckoo Hashing », dans Algorithms - ESA 2009, 17th Annual European Symposium, Copenhagen, Denmark, Springer, coll. « Lecture Notes in Computer Science », september 7–9, 2009 (DOI 10.1007/978-3-642-04128-0_1, lire en ligne), p. 1–10
- Andrei Z. Broder, Moses Charikar, Michael Mitzenmacher et Alan M. Frieze, « Min-wise independent permutations », Proc. 30th ACM Symposium on Theory of Computing (STOC '98),‎ 1998, p. 327–336